# Axel Heiberg

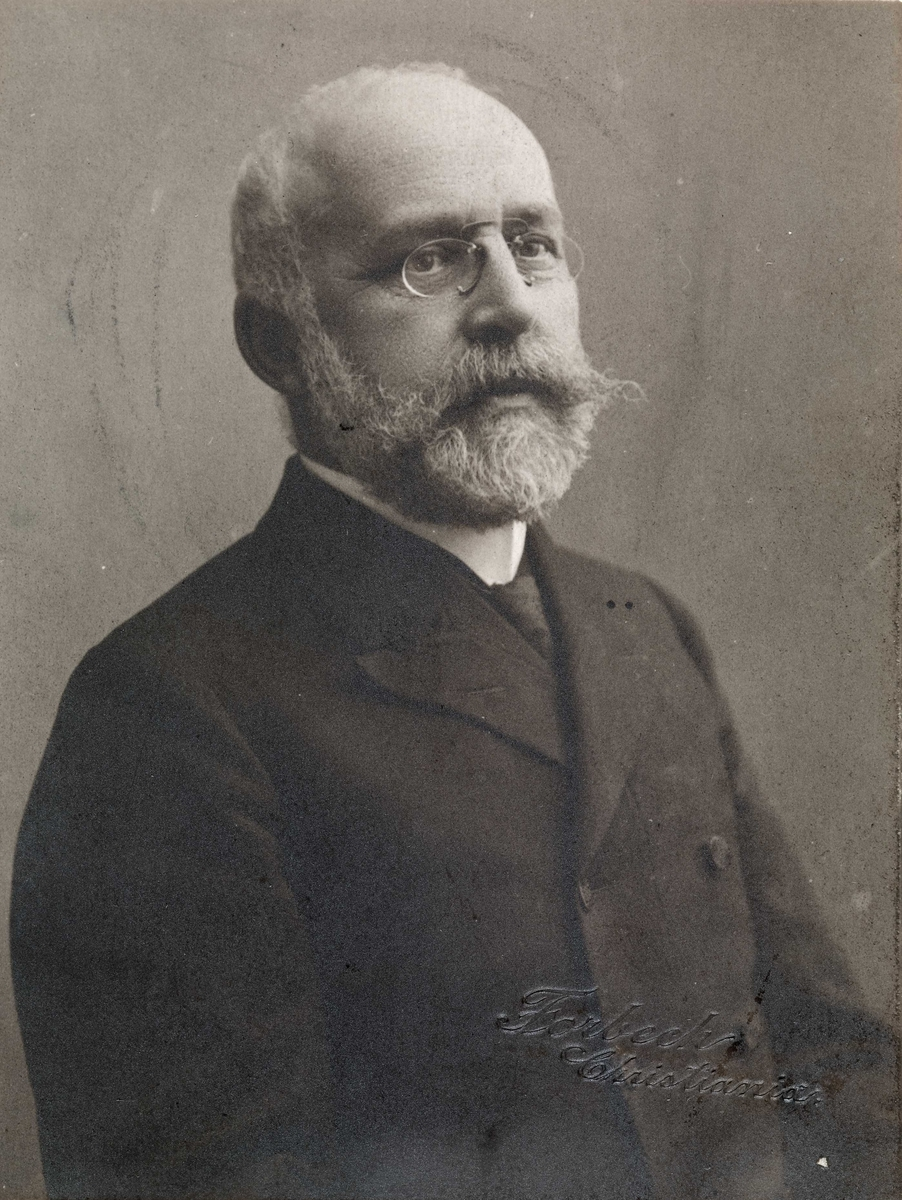
Axel Heiberg.

Axel Heiberg, född den 16 mars 1848 i Kristiania (nuvarande Oslo), död där den 4 september 1932, var en norsk finansman. Han var en av Norges största mecenater och stöttade idrott, vetenskap och konst. Heiberg var en av finansiärerna till polarexpeditioner genomförda av Fridtjof Nansen, Otto Sverdrup och Roald Amundsen. Flera platser i polarområdena är därför uppkallade efter Heiberg, bland annat ön Axel Heibergön i Kanada.
Heiberg, som var son till läkaren Johan Fritzner Heiberg, växte upp i Kristiania och avlade studentexamen där 1866. Han var 1871–1873 vicekonsul i Shanghai, bosatte sig sedan i Norge och blev delägare i flera industriella verksamheter. Bland annat var han med och grundade Ringnes Bryggeri 1876 tillsammans med bröderna Ellef Ringnes och Amund Ringnes. Han blev först känd för det stöd han gav det norska sportlivet. Senare tog han på sig stora uppgifter för främjande av norsk vetenskap, konst och intellektuell verksamhet. Med stora belopp stödde Heiberg Nansens polarexpedition med Fram 1893–96, och tillsammans med Thomas Fearnley och Ellef Ringnes var han korresponderande redare. Otto Sverdrups polarexpedition (1898–1902) blev utrustad av Heiberg och bröderna Ringnes. 1896 tog Heiberg initiativ till grundandet av Fridtjof Nansens fond til vitenskapens fremme och var medlem av styrelsen från 1899. Till Nationaltheatret skänkte han 1899 stayerna föreställande Henrik Ibsen och Bjørnstjerne Bjørnson, och bidrag till många konstnärliga syften. På Heibergs initiativ blev Det Norske Skogselskap stiftat 1898, och han stöttade verksamheten med stora belopp och skaffade den betydliga offentliga och privata medel. Axel Heiberg är begravd i Æreslunden på Vår Frelsers gravlund i Oslo.